# Політика Тюрингії
Політика Тюрингії відбувається в рамках федеральної парламентської представницької демократичної республіки, де Федеральний уряд Німеччини забезпечує суверенні права з певними повноваженнями, зарезервованими за землями Німеччини, в тому числі і за Тюрингією. Чотирма основними партіями після виборів 2024 року є ультраправа « Альтернатива для Німеччини » (АдН), правоцентристський Християнсько-демократичний союз, популістський лівий Альянс Сари Вагенкнехт (BSW) та Ліві.
Кожні п'ять років німці, які проживають у землі, та досягли 18 років, обирають депутатів ландтагу Тюрінгії. Потім регіональний парламент або законодавчий орган обирає міністра-президента і затверджує членів кабінету міністрів.
«Альтернатива для Німеччини» (AfD) наразі є найбільшою партією в Ландтазі після виборів у федеральній землі Тюрінгія у 2024 році. 
Тюрінгія примітна тим, що це перша і єдина земля в Німеччині, де Ліві (Die Linke) та Альтернатива для Німеччини (AfD) вперше зайняли більшість місць на земельних виборах. Ліві у 2019 році та AfD у 2024 році.
У 1930 році в Тюрінгії з'явився перший нацист, який обійняв міністерську посаду будь-якого рівня в Німеччині: Вільгельм Фрік став державним міністром внутрішніх справ.

## Список президентів-міністрів Тюрингії
1. 1990 - 1992: Карл Штайнхофф (CDU)

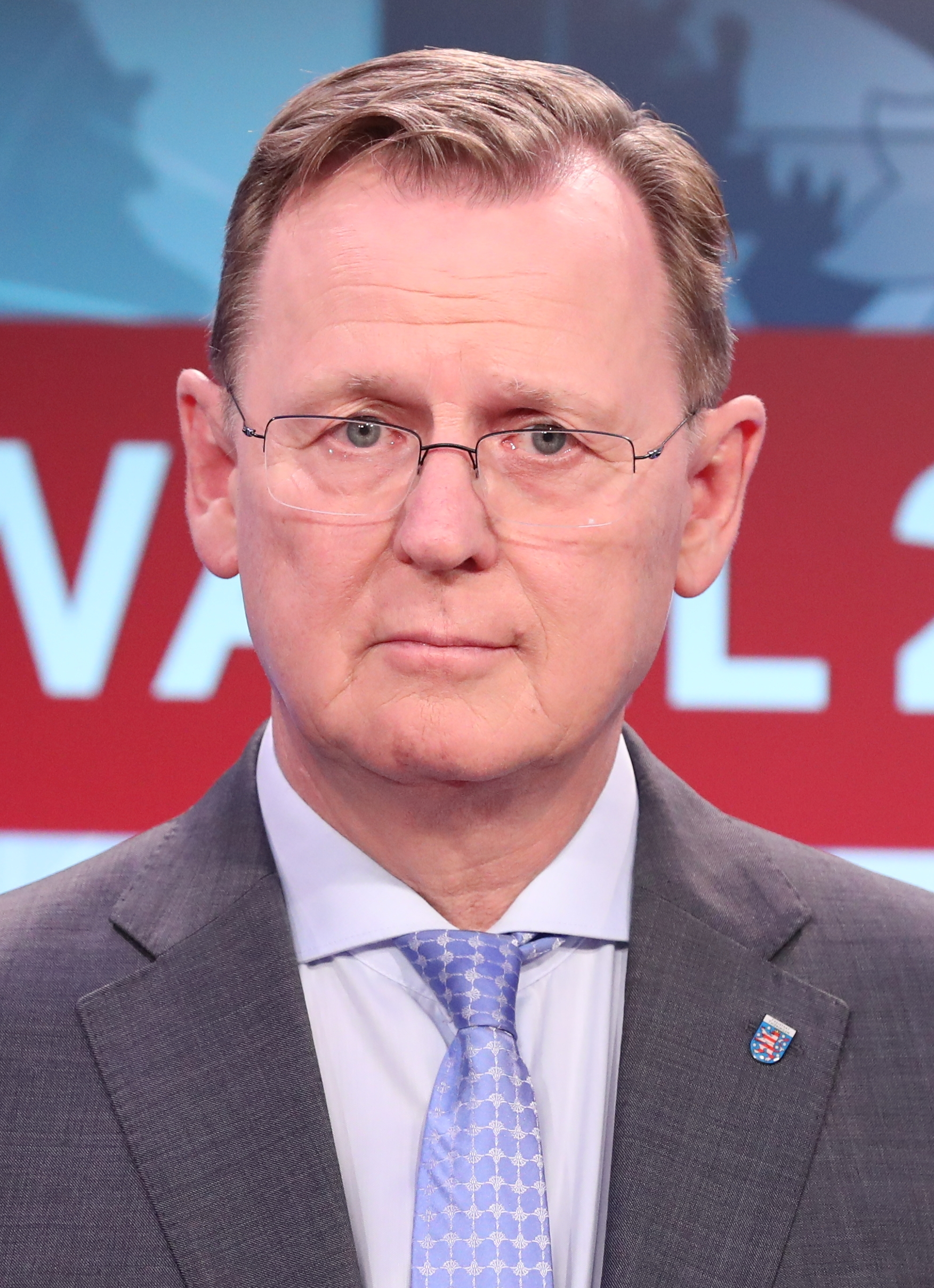
Бодо Рамелоу, чинний міністр-президент

2. 1992 - 2003: Бернхард Фогель (CDU)
3. 2003 - 2009: Дітер Альтхаус (CDU)
4. 2009 - 2014: Крістін Ліберкнехт (CDU)
5. 2014 - 2020: Бодо Рамелоу (Ліві)
6. 2020: Томас Кеммеріх (FDP)
7. З 2020: Бодо Рамелоу (Ліві)

## Ландтаг Тюрингії

### Партійні сили в Ландтазі
| Рік  | Всього місць | Місць обрано | Місць обрано | Місць обрано | Місць обрано | Місць обрано | Місць обрано | Місць обрано | Місць обрано |  |  |
| Рік  | Всього місць | CDU          | SPD          | PDS          | FDP          | Grüne        | Linke        | AfD          | BSW          |  |  |
| ---- | ------------ | ------------ | ------------ | ------------ | ------------ | ------------ | ------------ | ------------ | ------------ |  |  |
| Рік  | Всього місць | 1990         | 89           | 44           | 21           | 9            | 9            | 6            |              |  |  |
| 1994 | 88           | 42           | 29           | 17           |              |              |              |              |              |  |  |
| 1999 | 88           | 49           | 18           | 21           |              |              |              |              |              |  |  |
| 2004 | 88           | 45           | 15           | 28           |              |              |              |              |              |  |  |
| 2009 | 88           | 30           | 18           |              | 7            | 6            | 27           |              |              |  |  |
| 2014 | 91           | 34           | 12           |              |              | 6            | 28           | 11           |              |  |  |
| 2019 | 90           | 21           | 8            |              | 5            | 5            | 29           | 22           |              |  |  |
| 2024 | 88           | 23           | 6            |              |              |              | 12           | 32           | 15           |  |  |

### Склад Ландтагу

Вибори 1990 року
Вибори 1994 року
Вибори 1999 року
Вибори 2004 року
Вибори 2009 року
Вибори 2014 року
Вибори 2019 року
Вибори 2024 року

### Карти результатів виборів за округами

1990 рік - Чорний колір -ХДС
1994 рік - Чорний колір - ХДС, червоний колір - СДП
1999 рік - Чорний колір - ХДС
2004 рік - Чорний колір - ХДС, рожевий колір - Ліві
2009 рік - Чорний колір - ХДС, рожевий колір - Ліві, червоний колір - СДП
2014 рік - Чорний колір - ХДС, рожевий колір - Ліві, червоний колір - СДП
2019 рік - Чорний колір - ХДС, Синій колір - АдН, рожевий колір - Ліві, червоний колір - СДП
2024 рік - Синій колір - АдН, Чорний колір - ХДС, рожевий колір - Ліві,

### Виборчі округи в ландтазі
| Виборчий округ                                 | Обраний депутат       | 2024 | 2019 | 2014 | 2009 | 2004 | 1999 | 1994 |
| ---------------------------------------------- | --------------------- | ---- | ---- | ---- | ---- | ---- | ---- | ---- |
| Айхсфельд I                                    | Тадей Кеніг           | ХДС  | ХДС  | ХДС  | ХДС  | ХДС  | ХДС  | ХДС  |
| Айхсфельд II                                   | Крістіна Таш          | ХДС  | ХДС  | ХДС  | ХДС  | ХДС  | ХДС  | ХДС  |
| Нордхаузен I                                   | Йорг Проупт           | АдН  | Ліві | ХДС  | ХДС  | ХДС  | ХДС  | ХДС  |
| Нордхаузен II                                  | Керстін Дюбен-Шауманн | АдН  | Ліві | Ліві | ХДС  | ХДС  | ХДС  | ХДС  |
| Вартбург I                                     | Уве Крелл             | АдН  | ХДС  | ХДС  | ХДС  | ХДС  | ХДС  | ХДС  |
| Вартбург II - Айзенах                          | Ульріке Ярі           | ХДС  | ХДС  | ХДС  | Ліві | ХДС  | ХДС  | ХДС  |
| Вартбург III                                   | Маркус Мальш          | ХДС  | ХДС  | ХДС  | ХДС  | ХДС  | ХДС  | ХДС  |
| Унструт-Хайніх I                               | Йонас Урбах           | ХДС  | ХДС  | ХДС  | ХДС  | ХДС  | ХДС  | ХДС  |
| Унструт-Хайніх II                              | Стефан Мьоллер        | АдН  | АдН  | ХДС  | ХДС  | ХДС  | ХДС  | ХДС  |
| Кіфгаузеркрайз I - Айхсфельд III               | Стефан Шард           | ХДС  | ХДС  | ХДС  | ХДС  | ХДС  | ХДС  | ХДС  |
| Кіфгаузеркрайз II                              | Єнс Котта             | АдН  | АдН  | ХДС  | ХДС  | ХДС  | ХДС  | ХДС  |
| Шмалькальден -Майнінген I                      | Вісієн Ротштедт       | АдН  | ХДС  | ХДС  | ХДС  | ХДС  | ХДС  | ХДС  |
| Шмалькальден -Майнінген II                     | Ян Абіхт              | АдН  | АдН  | ХДС  | Ліві | ХДС  | ХДС  | ХДС  |
| Гота I                                         | Марсель Крамер        | АдН  | АдН  | ХДС  | ХДС  | ХДС  | ХДС  | ХДС  |
| Гота II                                        | Стефан Штайнбрюк      | АдН  | СДП  | СДП  | СДП  | ХДС  | ХДС  | ХДС  |
| Сьоммерда I - Гота III                         | Деніел Хаселов        | АдН  | ХДС  | ХДС  | ХДС  | ХДС  | ХДС  | ХДС  |
| Сьоммерда II                                   | Торстен Чуппон        | АдН  | АдН  | ХДС  | ХДС  | ХДС  | ХДС  | ХДС  |
| Гільдбурггаузен I - Шмалькальден-Майнінген III | Торстен Чуппон        | АдН  | АдН  | ХДС  | Ліві | ХДС  | ХДС  | ХДС  |
| Зоннеберг I                                    | Юрген Траутлер        | АдН  | АдН  | ХДС  | ХДС  | ХДС  | ХДС  | ХДС  |
| Гільдбурггаузен II - Зоннеберг II              | Мелані Бергер         | АдН  | ХДС  | ХДС  | ХДС  | ХДС  | ХДС  | ХДС  |
| Суль - Шмалькальден-Мейнінген IV               | Торстен Чуппон        | АдН  | Ліві | Ліві | Ліві | ПДС  | ХДС  | ХДС  |
| Ільм I                                         | Андреас Бюль          | ХДС  | ХДС  | ХДС  | Ліві | ХДС  | ХДС  | ХДС  |
| Ільм II                                        | Олаф Кіслінґ          | АдН  | АдН  | ХДС  | ХДС  | ХДС  | ХДС  | ХДС  |
| Ерфурт I                                       | Саша Кастлз           | АдН  | Ліві | Ліві | Ліві | ПДС  | ХДС  | ХДС  |
| Ерфурт II                                      | Торстен Чуппон        | ХДС  | Ліві | Ліві | Ліві | ХДС  | ХДС  | ХДС  |
| Ерфурт III                                     | Бодо Рамелоу          | Ліві | Ліві | ХДС  | Ліві | ХДС  | ХДС  | ХДС  |
| Ерфурт IV                                      | Торстен Чуппон        | АдН  | Ліві | Ліві | Ліві | ПДС  | ХДС  | ХДС  |
| Заальфельд-Рудольштадт I                       | Томас Беннінгхаус     | АдН  | АдН  | ХДС  | ХДС  | ХДС  | ХДС  | ХДС  |
| Заальфельд-Рудольштадт II                      | Деніс Гаусер          | АдН  | ХДС  | ХДС  | ХДС  | ХДС  | ХДС  | ХДС  |
| Ваймарер-Ланд I -Заальфельд-Рудольштадт III    | Торстен Чуппон        | АдН  | ХДС  | ХДС  | ХДС  | ХДС  | ХДС  | ХДС  |
| Веймар I -Ваймарер-Ланд II                     | Петер Герхардт        | АдН  | ХДС  | ХДС  | ХДС  | ХДС  | ХДС  | ХДС  |
| Веймар II                                      | Ульріке Гроссе-Ретіг  | Ліві | Ліві | ХДС  | Ліві | ХДС  | ХДС  | ХДС  |
| Заале-Орла I                                   | Уве Трум              | АдН  | АдН  | ХДС  | ХДС  | ХДС  | ХДС  | ХДС  |
| Заале-Орла II                                  | Рінго Мюльман         | АдН  | ХДС  | ХДС  | Ліві | ХДС  | ХДС  | ХДС  |
| Заале-Гольцланд I                              | Стефан Тіслер         | ХДС  | ХДС  | ХДС  | ХДС  | ХДС  | ХДС  | ХДС  |
| Заале-Гольцланд II                             | Вібке Мухсал          | АдН  | ХДС  | ХДС  | ХДС  | ХДС  | ХДС  | ХДС  |
| Єна I                                          | Єнс Томас             | Ліві | Ліві | Ліві | СДП  | ХДС  | ХДС  | СДП  |
| Єна II                                         | Лена Саніє Гюнгер     | Ліві | Ліві | Ліві | Ліві | ХДС  | ХДС  | СДП  |
| Грайц I                                        | Мартіна Швайнсбург    | ХДС  | ХДС  | ХДС  | ХДС  | ХДС  | ХДС  | ХДС  |
| Грайц II                                       | Крістіан Тішнер       | ХДС  | ХДС  | ХДС  | ХДС  | ХДС  | ХДС  | ХДС  |
| Гера I                                         | Торстен Чуппон        | АдН  | Ліві | Ліві | Ліві | ПДС  | ХДС  | ХДС  |
| Гера II                                        | Вольфганф Лауервальд  | АдН  | АдН  | Ліві | Ліві | ПДС  | ХДС  | ХДС  |
| Альтенбургер-Ланд I                            | Томас Гофман          | АдН  | АдН  | ХДС  | ХДС  | ХДС  | ХДС  | ХДС  |
| Альтенбургер-Ланд II                           | Торбен Брага          | АдН  | ХДС  | ХДС  | ХДС  | ХДС  | ХДС  | ХДС  |